# Quintus Poppaedius Silo
Quintus Poppaedius Silo was een Italiaan die in de 1e eeuw v.Chr. een oorlog begon tegen Rome, de zogeheten bellum sociorum, maar die werd verslagen door Sulla. Hij was de vriend van Marcus Livius Drusus minor, die de vredige weg wilde bewandelen. Livius werd vermoord voordat hij zijn wet, waarbij elke Italiaan Romeinse burgerrechten zou krijgen, door de vergadering van het volk zou krijgen.